# Кондо Чоџиро
Кондо Чоџиро (1. април 1838 — 28. фебруар 1866) био је самурај из округа Тосе, десна рука Сакамото Рјоме и део компаније Камејама шачу (Kameyama Shachū) (亀山社中, у преводу "Компанија Камејама") која ће касније постати Каиентаи.

## Биографија
Кондо Чоџиро рођен је као најстарије дете и син продавца манџу-а (пиринчаних колача). Рођен у округу Тоса, често је долазио у контакт са особама које ће допринети јапанској историји попут Сакамото Рјоме, Ивасаки Јатара, Такечи Ханпеите и др. 
Будући да се у детињству бавио породичним послом, продајом пиринчаних колача, често су га звали "Чоџиро, продавац манџуа" јер презиме није поседовао (трговци и занатлије у то време нису имали право да га имају).
Пошто је био заинтересован за напредовање почиње да учи у приватној школи Ивасаки Јатара, али већ 1859. године бежи за Едо. Неколико година касније, 1863. привлачи пажњу феудалног лорда Кацу Каиша и постаје самурај добијајући презиме Кондо.
Исте године се жени и убрзо добија сина.
Као део компаније Камејама шачу добија задатак да преговара са трговцем Главером о куповини брода за самураје округа Чошу. Када је то успешно обављено као награду затражио је да оде у Велику Британију на даље студије али будући да је такав пут још увек био забрањен, Чоџиро у тајности одлази на брод. На жалост због невремена брод не успева да се отисне од обале и пут је отказан. Кад се сазнало за његов покушај, Чоџиро са 29 година извршава ритуално самоубиство, сепуку.

## У популарној култури
Лик Чоџира се појављује у скоро у свакој причи која се тиче Камејама шачуа и Каиентаиа будући да је он био главна фигура ове организације. У јапанској таига драми "Ryōmaden" игра га глумац Џо Оизуми.